# 鬼眼狂刀
《鬼眼狂刀》（日语：Samurai Deeper Kyo）是上條明峰的一部以江戶時期為背景的架空歷史怪奇日本漫畫，連載於《週刊少年magazine》（講談社）1999年26號至2006年23號。2002年7月至12月在東京電視台播出同名電視動畫。連載時話數的單位是用「其之（その）○」（○是用中文數字表示）。單行本全38冊，後在2012年至2013年發行文庫版，全18冊。
以江戶時代初期的背景、和史實存在的登場人物為藍本，並融入現代風（如連載當時普及大頭貼和電風扇）的世界設定是這部漫畫的特徵。

## 登場人物

### 主要人物
狂（聲優：小西克幸）
人稱『鬼眼狂刀』，傳說中擁有紅眼、斬殺千人的劍客。手持一把五尺長刀『天狼』。真正的肉體被壬生京四郎以秘術封印在寒冰裡，靈魂則附在京四郎身上，在故事前期會與京四郎互換出現，後期則長時間佔據京四郎的肉體。真實身份是真·壬生一族的最後一名子嗣，為下任『紅王』的繼承者，同時也是壬生滅族後最後的『紅王』。深紅色的紅眼(雙瞳)就是壬生一族的特徵，經初代紅王激發之後紅眼產生不同的變化，在與前代『紅王』一戰之後，下落不明，原因是被武器妖刀村正．天狼傳送到很遠的地方導致他迷路，所以狂花了三年的時間才回到大家身邊，最後和椎名由夜在一起生活。
身高180公分，體重66公斤，血型B型。
流派︰無明神風流
師傅︰前太四老之長—村正
武器︰妖刀村正．天狼
招式︰『無明神風流』蛟龍、蜃，奧義．青龍、朱雀、白虎、玄武、黃龍
壬生京四郎（聲優：小西克幸）
外表看起來是一名流浪的賣藥郎中，穿著印有太極的長衣，背著藥箱，由於白吃白喝而被懸賞一百文。真實身份是真·壬生一族造人計畫的傑作壬生四兄弟之一，同時也是下任『紅王』的繼承者之一。曾經是狂的好朋友，留在壬生一族持有紫微垣時是個唯命是從的殺人魔，認識了朔夜之後進而相戀，其本身是非常善良的人，後來為了讓狂能夠真正善用他真·壬生一族的肉體，所以將狂打敗並且封印在自己體內，藉以鍛鍊狂的精神力，讓他能夠真正的變強而不是靠原本的肉體，希望狂未來能夠強大到足以打敗前任『紅王』，在狂達到無我的境界後，將肉體歸還給狂，並且與狂一同對抗前任『紅王』，故事結束後跟朔夜在一起生活。
20歲，身高178公分，體重65公斤，血型AB型。
流派︰無明神風流
武器︰妖刀村正．紫微垣（前持有者）
招式︰『無明神風流』蛟龍、蜃，奧義．青龍、朱雀、白虎、玄武
椎名由夜（聲優：堀江由衣）
自稱『東海道中有奇人』的獎金獵人少女，槍法不差。性格堅強獨立，卻又善解人意，是紅虎愛慕的對象。人生目標是找到殺害哥哥椎名望的兇手，唯一的線索是背上有十字傷的男人。故事後期常被抓走當人質。雖然一開始是為了賞金，但後來與狂一起相處久了而漸漸喜歡上他。在與前代『紅王』一戰之後的三年期間一直在尋找失蹤的狂，最後狂自己回來後，和狂在一起生活。
武器︰三膛短火槍、短匕首
紅虎（聲優：關俊彥）
三彩眾之一（已離），人稱『幻影』紅虎。真實身份為德川家康的三子德川秀忠。曾與狂為敵，被狂打敗後迷上由夜，成為狂和由夜的跟班。使用長槍術。
武器︰虎翼、妖刀村正•北落師門
招式︰八寸、奧義『裡八寸』、逆八寸
出雲阿國（聲優：嘉數由美）
惹火暴露的熟女。經常動機不明地接近狂並提供情報。真實身分是十二神將—因陀螺。
真田幸村（聲優：緒方惠美）

### 四聖天
追隨狂的四名強者。戰場上最可怕的武鬥集團。傳說當四聖天匯集在一起時可發揮出無限大的戰力。
合體技︰月天鵼舞(明與梵天丸合招)、四聖死天翔
明（聲優：保志總一朗）
人稱『雙頭龍』明，四聖天裡唯一沒有武士血統的普通人，是狂從戰場上撿到的孤兒。對狂相當地崇拜，因為狂的一句"我的背後就交給你了"而拼命的想要追上狂，希望可以成為僅次於狂的強者。放棄視覺，以獲得心眼彌補血統的缺陷，擁有控制冰的力量。武器是兩把太刀。曾假意加入十二神將，實際上是想引出狂向他挑戰。平常總是冷言冷語，但實際上非常在意狂和四聖天。在與時人一戰時為了超越極限而對自己施以灼熱的冷氣，差點因此死去卻一超越極限重新獲得短暫的視力，在一切結束後於世界各地流浪，並且帶上了時人。
招式︰夢冰月天、冰繭星霜、灼熱的冷氣、冰魔十字霜舞、冰影的聖母、天國的冷氣
梵天丸（聲優：若本規夫）
綽號『梵』。真實身份是東北名將「伊達政宗」。穿一件写着“征夷大将军上等”的外衣但也经常赤裸上身，穿著一件和服褲子，腳上則是日本傳統木屐，右眼因為失明而戴著眼罩。一起行動時總是走在最後，默默看著大家，是四聖天中了解狂也最關心朋友的人。腰上掛著一把木刀，但認真攻擊時只使用體術。一旦被打倒就會覺醒體內瘋狂的野獸之血，極為強大，但一旦野獸化便會失去人性，只有狂能控制他。
武器：木刀、梵天丸殺人體術
招式︰鵼爪牙、飛鷲昇脚、星犼拳
螢（聲優：子安武人）
真實身份是壬生五曜星—「熒惑」，是壬生一族安插在狂身邊的間諜，手持一把雙頭劍，腳踩十公分高的單齒木屐。與五曜星—辰伶是同父異母兄弟，討厭辰伶，在知道辰伶學習了司掌水的無名歲刑流之後便學習操縱火焰。以前性格冷酷總是想著如何變更強，後被狂打醒，常常吐嘈明。平常沉默寡言，但其實是個笨蛋，總是沒有記性，也常常說話不經大腦，相當遲鈍，不過有時候會說出相當精闢的見解以及預言。
親人：五曜星—辰伶（兄長）
師傅︰太四老—遊庵
招式︰火包炎舞、魔皇焔、灼爛炎帝、紅蓮虎破擊、黑色火焰、血化粧、堕天使降臨、悪魔之顎、焰血化粧、螢惑輝炎
燈（聲優：三石琴乃）
本名御手洗燈吉郎。男扮女裝的巫覡，喜歡著狂。戰鬥力並不強，但他的法力卻可以大幅回復他人的戰力或傷勢。在治療他人的同時會要求對方說出自己的秘密作為治療條件，常以此威脅四聖天的其他人。曾參與太四老—菱祇的研究計畫，左掌手背被植入惡魔之眼，看到惡魔之眼的人就會灰化死亡，最後被狂用計去除。在一切結束後靠著菱祇的記憶找出治療絕症的方法，拯救無數壬生一族。
招式︰吸氣腔、排氣光、奇嚴網縛、飛石爆速波

### 真田十勇士
追隨著真田幸村的十人眾。
猿飛佐助（聲優：石田彰）
霧隱才藏（聲優：松山鷹志）
穴山小助（聲優：緒方惠美）
望月六郎
海野六郎
根津甚八（聲優：安元洋貴）
由利鎌之助（聲優：淺野真澄）
筧十藏
三好伊三入道
三好清海入道

### 壬生一族
掌握人類命運及各種智慧、技術、力量的神之一族。實際上真·壬生一族因自相殘殺而滅亡，最後只剩狂一人。其餘壬生一族都是真·壬生一族造人計畫的產物，人造的壬生一族都不可避免地會因絕症而死去。

#### 紅王
初代紅王
真·壬生一族的初代『紅王』。靈魂附在妖刀天狼裡，用靈魂的力量賦予狂『紅王』的印記。
前任紅王
同“紅十字四衛士”壬生京一郎。

#### 紅十字四衛士
以真·壬生一族的血肉造出的四名人造人傑作。
壬生京一郎
前代『紅王』。擁有的真•壬生一族血肉最多，因此返祖現象產生的紅眼也最完整，實力也是四衛士中最強的，剩下的三衛士只是從他的血肉分離出來的，過去極為善良，可是對於真•壬生一族自相殘殺以及壬生一族真相是人造生命而感到絕望，擔心自己恐怕會決定毀滅壬生一族，故與狂約定到時是要殺了他或是一起毀滅壬生，被狂打敗後領悟到無論是誰都有認真過活、努力求生的權利，了解了生命的可貴後了無遺憾的消失。
壬生京二郎
以五曜星—鎮明隱瞞自己的真實身份，暗中為前任『紅王』執行許多任務。在過去自己所深愛的女人也是與前代『紅王』的心臟相連結的巫女，然而當他聽從所愛的人的期望將其殺死時，前代『紅王』卻依然活著。最終因為想不起心愛的人加上那份愧疚逼得自身精神崩潰，正邪不明，當前代『紅王』把京四郎吸收時，一起與現任『紅王』幫京四郎離開前代『紅王』的身體，並且要求京四郎到死都要保護朔夜。
壬生京三郎（聲優：福山潤）
現任『紅王』。因知道壬生一族真相而企圖揭發前任『紅王』，遭壬生京四郎殺害，而後被前任『紅王』吸收回去，在最後說服了京二郎一起反抗前任『紅王』將京四郎趕出前任『紅王』的身體。
壬生京四郎
同“主要角色”壬生京四郎。

#### 太四老
紅王之下最重要的四人。居住於紅塔內，負責管理壬生一族的政治，同時也是僅次於紅王的強者。太四老各自擁有私人的近衛隊。
吹雪（聲優：飛田展男）
太四老之長，壬生一族最強的返魂術士，時人的父親，辰伶的師父。個性嚴格、冷酷，曾經與村正是好友，但對於拯救壬生一族有不同的看法而分道揚鑣。
流派︰無明歲刑流
招式︰水破七封龍•碎之舞、水龍萬丈壁、緋龍縛、水魔緋龍激、極光緋龍翔
菱祇（聲優：中原茂）
吹雪稱他為太四老的最強者，壬生一族的處刑人，天才研究學者。與吹雪、村正是好友，為吹雪拯救壬生一族的計畫完全奉獻自己的生命，私下進行壬生一族改良及治療絕症的研究，佐助也是他製造出的稀有種之一。為了壓抑絕症發作而在左半身植滿惡魔之眼。
武器︰刀－白夜、惡魔之眼
招式︰白夜調、導質光
時人（聲優：嘉數由美）
掌握人類生命的術士。表面上的身份是叛徒村正的兒子，實際上是村正的妹妹·姬時與吹雪的女兒。十分痛恨自己身為叛徒的子嗣，但戰鬥處於優勢時，又說是因為自身的村正血脈，被明說是性格偏差。
武器︰妖刀村正•北斗七星
招式︰北斗七連宿、蒼天銀星雲
遊庵（聲優：置鮎龍太郎）
噬魂術士、針灸師，螢的師父，螢被收留時幫他取了熒惑之名。兩眼全盲，平常喜歡吐舌頭，個性悠閒而不好戰，舌頭上寫有「魂」字。擅長操縱火焰及體術，不過其實更擅長劍術。加入太四老是為了調查身為前任太四老之一的母親為何遭到處刑。
招式︰色空法蓮華、黑色火焰、幻視蒼

#### 五曜星
負責守衛自壬生之地前往紅塔之間的五扇門
熒惑（聲優：子安武人）
五曜星之火，負責第一扇門。實際上就是四聖天的螢。
歲子（聲優：野川櫻）
五曜星之木，負責第二扇門。擁有復活並操控死人的能力。喜歡角色扮演，平常穿著護士裝，戰鬥時會換上全身的兔子裝。外表天真爛漫，實際上是個殘忍嗜殺且自我中心的人。
招式︰玉兔百雷蹴擊
歲世（聲優：植田佳奈）
被歲子復活的名將巴夫人（巴御前），兩人共同守護第二扇門。喜歡著辰伶。
招式︰絕·百花櫻蘭
鎮明（聲優：真殿光昭）
五曜星之土，負責第三扇門。實際身份是壬生京二郎，擁有控制重力的能力。表面上說愛好和平，實際上是個性格扭曲的嗜殺者。是殺害真尋的姊姊的真兇。
招式︰地友氣、幸福來來彈、地星環、鎮星烈火彗星將、鎭星黒天球、重力崩壊翔
太白（聲優：田中總一郎）
五曜星之金，同時也是五曜星之長，負責第四扇門。壬生一族中最慈悲的人，秘密照顧著許多被認定為瑕疵品的人造壬生一族。五曜星中唯一不是壬生一族的人。
招式︰斬·阿修羅掌
辰伶（聲優：關智一）
五曜星之水，負責第五扇門，與螢是同父異母的兄弟。擁有操縱水的力量。個性頑固、自尊高強，是個熱愛壬生的熱血笨蛋，從小就對狂充滿興趣。相當崇拜師父吹雪。與螢戰鬥後為了追尋真正的正義而與狂等人並肩同行前進紅塔。
流派︰無明歲刑流
師︰吹雪
武器︰舞曲水雙刀
招式︰水破七封龍、水破封龍陣、水魔爆龍旋、祀龍裂破翔、血紅龍淚

#### 庵氏一族
遊庵與他的家族，大部分成員以遊庵的近衛隊身份在紅塔內活動。
壽里庵
庵家的爸爸，村正鑄刀的師父，庵曾新針灸的師父。為了替妻子報仇而拼命在紅塔內挖了許多秘密通道。
伊庵
庵家的媽媽，前任太四老之一，教導遊庵劍術的師父。因為知道壬生一族秘密而遭殺害。
庵里(あんり)
庵家的長子，村正的近衛隊長。追隨村正離開壬生之地，在鞍馬山賣天狗包子維生，已經結婚並生了十個孩子，他也將鶺鴒眼傳授給真田幸村。
招式︰鶺鴒眼
遊庵(ゆあん)
庵家的次子，太四老之一。
庵曾新
庵家的三子，遊庵的近衛隊士。擅長飛針術及針灸，可以藉由針灸激發人體潛能。
招式︰光流霸
庵奈
庵家的長女，遊庵的近衛隊士。伊庵去世後如同媽媽的存在。
庵樹里華
庵家的次女，遊庵的近衛隊士。
遊里庵、紀里庵、繪里庵、里里庵、真里庵
庵家的五胞胎，遊庵的近衛隊士。

### 織田信長及十二神將
織田信長（聲優：速水獎）
招杜羅（聲優：玉川紗己子）
真達羅（聲優：山口隆行）
宮毘羅（聲優：櫻井孝宏）
安底羅（聲優：植田佳奈）
珊底羅（聲優：町井美紀）
迷企羅（聲優：保村真）
伐折羅（聲優：森訓久）
摩虎羅（聲優：陶山章央）
因陀羅（聲優：嘉數由美）
波夷羅（聲優：田中總一郎）
毘羯羅（聲優：原沢勝広）
頞儞羅（聲優：保志總一朗）
真•宮毘羅(しんのくびら)
真•因陀羅(しんのいんだら)
真•波夷羅(しんのはいら)
真•迷企羅(しんのめきら)

### 其它
真尋（聲優: 高橋美佳子）
隸屬德川家康的忍者部隊。認定狂就是殺害姊姊真弓的兇手，因而對追殺狂鍥而不捨，在了解事情的真相後化解了仇恨，成為紅虎的親信。
真田信幸
武功：天地幻影劍
德川家康（聲優: 子安武人）
江戶幕府的創立者，現任的征夷大將軍。平時以由一名身形肥胖的的替身（聲優：辻親八）扮演自己，而本人則以伊賀忍者的首領服部半藏的名義隱藏身份。在御前比武後親手把被識破身份的替身斬首。
朔夜（聲優：野上尤加奈）
椎名望的妹妹，是個能夠預見未來的女巫。與狂、京四郎是朋友，小時候就認識京四郎，彼此間相互喜歡，故事最後跟京四郎一同生活。
村正（聲優：井上和彥）
前任太四老之長，名刀匠，狂的師父。負責傳授紅王及繼承人無明神風流。個性溫和善良，擁有讀心的能力，甚至連武器的靈魂也能溝通。打造的四把妖刀村正是開啟紅王背後壬生秘密之門的鑰匙。在知道壬生一族的困境後決定帶狂離開壬生之地，獨自尋找解救壬生一族的辦法。教導狂完整的無明神風流後因絕症去世。
流派︰無明神風流
四方堂
初代太四老之長。愛著前任紅王，前任紅王性格丕變後獨自躲進紅塔的地下迷宮，成為地下迷宮的管理人，並為所有死去的壬生一族建造了墳墓，甚至記得所有死者的樣貌、個性等。與壽里庵是好朋友。
武器︰草薙劍
招式︰天叢雲
椎名望（聲優：千葉進步）
朔夜的親哥哥、由夜的義兄。擁有透視過去力量的巫覡。意外得知了壬生一族最大的秘密，遭鎮明指派京四郎殺害。死後被壬生一族控制，成為織田信長靈魂的最佳容器，但是被暫時拿回肉體的狂以完全狀態的無名神風流打敗。

## 出版書籍
單行本
| 卷數 | 講談社         | 講談社                                                  | 東立出版社     | 東立出版社         |
| 卷數 | 發售日期       | ISBN                                                    | 發售日期       | ISBN               |
| ---- | -------------- | ------------------------------------------------------- | -------------- | ------------------ |
| 1    | 1999年10月13日 | ISBN 978-4-06-312749-2                                  | 2000年3月1日   | ISBN 957-34-9153-2 |
| 2    | 1999年11月15日 | ISBN 978-4-06-312778-2                                  | 2000年4月25日  | ISBN 957-34-9154-0 |
| 3    | 2000年1月14日  | ISBN 978-4-06-312794-2                                  | 2000年5月9日   | ISBN 957-34-9624-0 |
| 4    | 2000年4月12日  | ISBN 978-4-06-312830-7                                  | 2000年7月1日   | ISBN 957-34-9625-9 |
| 5    | 2000年6月14日  | ISBN 978-4-06-312850-5                                  | 2000年8月14日  | ISBN 957-731-227-6 |
| 6    | 2000年8月8日   | ISBN 978-4-06-312870-3                                  | 2000年10月7日  | ISBN 957-731-228-4 |
| 7    | 2000年11月14日 | ISBN 978-4-06-312903-8                                  | 2001年1月5日   | ISBN 957-731-743-X |
| 8    | 2001年1月15日  | ISBN 978-4-06-312926-7                                  | 2001年3月26日  | ISBN 957-731-744-8 |
| 9    | 2001年3月13日  | ISBN 978-4-06-312949-6                                  | 2001年5月28日  | ISBN 957-731-745-6 |
| 10   | 2001年5月15日  | ISBN 978-4-06-312970-0                                  | 2001年8月10日  | ISBN 957-731-746-4 |
| 11   | 2001年7月13日  | ISBN 978-4-06-312992-2                                  | 2001年9月6日   | ISBN 957-699-834-4 |
| 12   | 2001年10月15日 | ISBN 978-4-06-313031-7                                  | 2001年12月19日 | ISBN 957-699-835-2 |
| 13   | 2001年12月17日 | ISBN 978-4-06-313053-9                                  | 2002年2月20日  | ISBN 957-699-994-4 |
| 14   | 2002年2月13日  | ISBN 978-4-06-313074-4                                  | 2002年4月10日  | ISBN 986-11-0227-2 |
| 15   | 2002年5月15日  | ISBN 978-4-06-363104-3                                  | 2002年7月18日  | ISBN 986-11-0501-8 |
| 16   | 2002年7月15日  | ISBN 978-4-06-363123-4                                  | 2002年10月3日  | ISBN 986-11-1001-1 |
| 17   | 2002年9月13日  | ISBN 978-4-06-363145-6                                  | 2002年11月22日 | ISBN 986-11-1140-9 |
| 18   | 2002年11月13日 | ISBN 978-4-06-363166-1                                  | 2003年1月13日  | ISBN 986-11-1600-1 |
| 19   | 2003年1月15日  | ISBN 978-4-06-363190-6                                  | 2003年3月17日  | ISBN 986-11-1800-4 |
| 20   | 2003年3月14日  | ISBN 978-4-06-363213-2                                  | 2003年4月18日  | ISBN 986-11-1928-0 |
| 21   | 2003年7月15日  | ISBN 978-4-06-363258-3                                  | 2003年8月18日  | ISBN 986-11-2359-8 |
| 22   | 2003年8月9日   | ISBN 978-4-06-363271-2                                  | 2003年9月22日  | ISBN 986-11-2962-6 |
| 23   | 2003年10月17日 | ISBN 978-4-06-363296-5                                  | 2003年11月14日 | ISBN 986-11-3476-X |
| 24   | 2003年12月17日 | ISBN 978-4-06-362027-6（限定版） ISBN 978-4-06-363317-7 | 2004年1月13日  | ISBN 986-11-3724-6 |
| 25   | 2004年2月17日  | ISBN 978-4-06-363335-1                                  | 2004年3月19日  | ISBN 986-11-3725-4 |
| 26   | 2004年4月16日  | ISBN 978-4-06-363357-3                                  | 2004年6月2日   | ISBN 986-11-4486-2 |
| 27   | 2004年6月17日  | ISBN 978-4-06-362028-3（限定版） ISBN 978-4-06-363395-5 | 2004年7月22日  | ISBN 986-11-4979-1 |
| 28   | 2004年9月17日  | ISBN 978-4-06-363424-2                                  | 2004年10月22日 | ISBN 986-11-5138-9 |
| 29   | 2004年11月17日 | ISBN 978-4-06-363447-1                                  | 2005年1月11日  | ISBN 986-11-5566-X |
| 30   | 2005年1月17日  | ISBN 978-4-06-363472-3                                  | 2005年2月25日  | ISBN 986-11-5881-2 |
| 31   | 2005年3月17日  | ISBN 978-4-06-362040-5（限定版） ISBN 978-4-06-363497-6 | 2005年4月22日  | ISBN 986-11-6484-7 |
| 32   | 2005年6月17日  | ISBN 978-4-06-363536-2                                  | 2005年7月27日  | ISBN 986-11-6485-5 |
| 33   | 2005年8月11日  | ISBN 978-4-06-363560-7                                  | 2005年10月13日 | ISBN 986-11-7353-6 |
| 34   | 2005年10月17日 | ISBN 978-4-06-363583-6                                  | 2005年12月5日  | ISBN 986-11-7354-4 |
| 35   | 2005年12月16日 | ISBN 978-4-06-363607-9                                  | 2006年1月17日  | ISBN 986-11-7773-6 |
| 36   | 2006年2月16日  | ISBN 978-4-06-362053-5（限定版） ISBN 978-4-06-363627-7 | 2006年3月28日  | ISBN 986-11-7774-4 |
| 37   | 2006年4月17日  | ISBN 978-4-06-363653-6                                  | 2006年5月26日  | ISBN 986-11-8234-9 |
| 38   | 2006年7月14日  | ISBN 978-4-06-363689-5                                  | 2006年10月9日  | ISBN 986-11-8235-7 |

文庫版
| 卷數 | 講談社         | 講談社                 |
| 卷數 | 發售日期       | ISBN                   |
| ---- | -------------- | ---------------------- |
| 1    | 2012年8月10日  | ISBN 978-4-06-370859-2 |
| 2    | 2012年8月10日  | ISBN 978-4-06-370860-8 |
| 3    | 2012年9月12日  | ISBN 978-4-06-370861-5 |
| 4    | 2012年9月12日  | ISBN 978-4-06-370862-2 |
| 5    | 2012年10月12日 | ISBN 978-4-06-370863-9 |
| 6    | 2012年11月9日  | ISBN 978-4-06-370864-6 |
| 7    | 2012年12月12日 | ISBN 978-4-06-370865-3 |
| 8    | 2013年1月11日  | ISBN 978-4-06-370866-0 |
| 9    | 2013年2月8日   | ISBN 978-4-06-370867-7 |
| 10   | 2013年3月12日  | ISBN 978-4-06-370868-4 |
| 11   | 2013年4月12日  | ISBN 978-4-06-370869-1 |
| 12   | 2013年5月10日  | ISBN 978-4-06-370870-7 |
| 13   | 2013年6月12日  | ISBN 978-4-06-370871-4 |
| 14   | 2013年7月12日  | ISBN 978-4-06-370872-1 |
| 15   | 2013年8月9日   | ISBN 978-4-06-370873-8 |
| 16   | 2013年9月12日  | ISBN 978-4-06-370874-5 |
| 17   | 2013年10月11日 | ISBN 978-4-06-370875-2 |
| 18   | 2013年11月12日 | ISBN 978-4-06-370876-9 |

### 相關書籍
導讀手冊
- 鬼眼狂刀KYO 公式漫迷手冊 陰～IN～

| 卷數 | 講談社        | 講談社                 | 東立出版社    | 東立出版社         |
| 卷數 | 發售日期      | ISBN                   | 發售日期      | ISBN               |
| ---- | ------------- | ---------------------- | ------------- | ------------------ |
| 全   | 2003年7月16日 | ISBN 978-4-06-334754-8 | 2005年5月31日 | ISBN 986-11-4965-1 |

畫集
- 上条明峰画集 鬼眼狂刀KYO 陽～YOU～

2003年8月10日發售、ISBN 978-4-06-364520-0

## 電視動畫

### 概要
2002年7月至12月在東京電視台系列（瀨戶內電視台之外）首播。全26話。內容約僅漫畫第1～17冊的劇情進度加上動畫原創劇情，與原作的設定、劇情展開及結果、人物背景大不相同。舞台設定很顯然的呈現出與史實不同的平行世界，但強調有經過時代的考證，所以基本上還是有根據歷史事實呈現。
而在這部動畫的故事是在說關原之戰時有顆巨大隕石墜落，從此劍妖在世界上猖狂。敵人在進行對戰途中大部份都會劍妖化。
動畫版不一樣的是，沒有原作隨處可見的搞笑元素。改編成動畫後，也將原作的鮮血飛濺、屍塊四散等死亡場景及色情場面大幅刪除。
還有其他與原作不同的要素。

### 製作人員
- 導演：西村純二
- 劇本統籌 - 小山田風狂子
- 人物設定：
- 野獸設定：篠原保（日语：篠原保）
- 美術監督：小山俊久
- 色彩設計：松本真司
- 撮影監督：近藤慎與
- 編輯：松村正宏
- 音響監督：岩浪美和
- 音樂：樹海區狂奏樂團
- 製作人：山田知博、浦崎宣光
- 動畫製作：STUDIO DEEN
- 製作：Project KYO

### 主題歌
所有歌曲由坪倉唯子主唱，小竹正人作詞，PIPELINE PROJECT作曲、編曲。
片頭曲「青色的Requiem」
片尾曲「LOVE DEEPER」

### 各集標題
每集的標題都使用片假名是整部動畫的特徴。
| 話數 | 日本標題          | 腳本         | 分鏡     | 演出       | 作畫監督                |
| ---- | ----------------- | ------------ | -------- | ---------- | ----------------------- |
| 1    |                   | 十川誠志     | 西村純二 | 篠原俊哉   |                         |
| 2    |                   | 小山田風狂子 | 西村純二 | 古川政美   | 橋本英樹                |
| 3    |                   | 小山田風狂子 | 西村純二 | 橋本昌和   | 友岡新平                |
| 4    |                   | 川崎裕之     | 林有紀   | 林有紀     | 橋本英樹                |
| 5    | アサシン          | 川崎裕之     | 西村純二 | 古川政美   | 津幡佳明                |
| 6    | ヒビヤ·ベイ       | 小山田風狂子 | 西村純二 | 高木茂樹   | 田中三郎                |
| 7    | バトルロイヤル    | 小山田風狂子 | 山本秀世 | 橋本昌和   | 友岡新平                |
| 8    |                   | 小山田風狂子 | 林有紀   | 林有紀     | 關崎高明                |
| 9    |                   | 小山田風狂子 | 西村純二 | 西本由紀夫 | ふかざわまなぶ 津幡佳明 |
| 10   |                   | 中瀨理香     | 山本秀世 | 剛田隼人   | 田中三郎                |
| 11   | フラッシュ·バック | 田中哲生     | 西村純二 | 橋本昌和   | 友岡新平                |
| 12   |                   | 川崎裕之     | 林有紀   | 林有紀     | 津幡佳明                |
| 13   |                   | 川崎裕之     | 林有紀   | 高木茂樹   | 關崎高明                |
| 14   |                   | 小山田風狂子 | 西村純二 | 剛田隼人   | 田中三郎                |
| 15   |                   | 小山田風狂子 | 橋本昌和 | 橋本昌和   | 友岡新平                |
| 16   |                   | 小山田風狂子 | 林有紀   | 林有紀     | 櫻井正明                |
| 17   |                   | 小山田風狂子 | 西村純二 | 西村純二   |                         |
| 18   |                   | 中瀨理香     | 高木茂樹 | 高木茂樹   | 田中三郎                |
| 19   |                   | 田中哲生     | 山本秀世 | 古川政美   |                         |
| 20   |                   | 小山田風狂子 | 西村純二 | 橋本昌和   | 友岡新平                |
| 21   |                   | 荒川稔久     | 林有紀   | 林有紀     | 關崎高明                |
| 22   |                   | 荒川稔久     | 高木茂樹 | 高木茂樹   | 田中三郎                |
| 23   |                   | 田中哲生     | 山本秀世 | 古川政美   |                         |
| 24   |                   | 川崎裕之     | 橋本昌和 | 橋本昌和   | 關崎高明                |
| 25   |                   | 小山田風狂子 | 林有紀   | 林有紀     | 友岡新平                |
| 26   |                   | 小山田風狂子 | 西村純二 | 高木茂樹   | 橋本英樹                |

### 播放電視台
| 播放地區   | 播放局      | 播放日期                      | 播放時間                  | 所屬聯播網 | 備註 |
| ---------- | ----------- | ----------------------------- | ------------------------- | ---------- | ---- |
| 關東廣域圈 | 東京電視台  | 2002年7月1日－12月23日        | 星期一 25時55分－26時25分 | 東京電視網 | －   |
| 宮城縣     | 東北放送    | 2002年10月2日－3月26日        | 星期三 25時55分－26時25分 | TBS系列    | －   |
| 愛知縣     | 愛知電視台  | 不詳                          | 不詳                      | 東京電視網 | －   |
| 大阪府     | 大阪電視台  | 2002年10月7日－2003年3月31日  | 星期一 26時15分－26時45分 | 東京電視網 | －   |
| 福岡縣     | TVQ九州放送 | 2002年10月8日－2003年4月1日   | 星期二 26時45分－27時15分 | 東京電視網 | －   |
| 日本全國   | AT-X        | 2002年10月19日－2003年4月12日 | 星期六 9時00分－9時30分   | CS放送     | －   |
| 北海道     | TV北海道    | 2003年1月9日－7月3日          | 星期四 26時00分－26時30分 | 東京電視網 | －   |

## 外部連結
- 週刊少年Magazine 鬼眼狂刀網站（日語）
- 動畫官網 （页面存档备份，存于）（日語）
- 鬼眼狂刀PS遊戲網 （页面存档备份，存于）（日語）